# NFL Network
NFL Network est une chaîne de télévision américaine consacrée exclusivement à l'actualité de la NFL. Cette chaîne fut lancée le 4 novembre 2003 après accord unanime des 32 franchises de la NFL.
NFL Films fourni à la chaîne ses archives et produit également des programmes. 
En 2006, NFL Network diffuse la totalité des 54 matchs NFL de pré-saison et huit matchs de la saison régulière. De plus, NFL Network diffuse entre mars et mai 30 matchs de la NFL Europe.
NFL Network a acquis les droits de diffusion de plusieurs matchs de bowls universitaires se jouant en décembre (Insight Bowl, Senior Bowl et Texas Bowl).